# Carequinha (palhaço)
George Savalla Gomes (Rio Bonito, 18 de julho de 1915 — São Gonçalo, 5 de abril de 2006), mais conhecido pelo nome Carequinha, foi um ator e artista circense brasileiro, considerado um dos maiores e mais notórios palhaços do Brasil.

## Biografia
Carequinha nasceu em uma família circense, na cidade de Rio Bonito, interior do estado do Rio de Janeiro. Seus pais eram os trapezistas Elisa Savalla, pertencente à segunda geração da família Savalla, de origem peruana, e Lázaro Gomes. Ele literalmente nasceu no circo, pois sua mãe estava grávida e fazia performance de trapézio quando entrou em trabalho de parto, em pleno picadeiro.
Aos dois anos de idade, seu pai morreu e sua mãe casou-se com Ozório Portilho, que deu ao menino uma peruca, uma maquiagem e a missão de ser o Palhaço Carequinha, quando este tinha cinco anos de idade.
Sua primeira apresentação ocorreu em Carangola, cidade do interior do estado de Minas Gerais. Aos doze anos era palhaço oficial do Circo Ocidental, pertencente ao seu padrasto.
Em 1938 estreou como cantor na Rádio Mayrink Veiga, no Rio de Janeiro, no programa "Picolino".
Fez história na televisão brasileira por ser o primeiro palhaço a ter um programa, o "Circo Bombril", posteriormente rebatizado como "Circo do Carequinha", programa que comandou por dezesseis anos na TV Tupi, nas décadas de 1950 e 1960.
Ainda nos anos 1960, num domingo, Carequinha fez um programa na TV Piratini, de Porto Alegre, cujo produtor o abordou dizendo "os gaúchos conhecem o Carequinha devido ao programa do Rio de Janeiro transmitido em rede. Mas eles querem você ao vivo aqui no Rio Grande do Sul. Queremos fazer seus programas todos os domingos". Carequinha então entrou em contato com um empresário chamado Nelson e depois do encerramento de cada programa dominical, às 16h, saía para as mais diversas cidades gaúchas, como Caxias do Sul, São Leopoldo, Uruguaiana e até Rivera, no Uruguai, para apresentar o seu circo, até terça-feira, quando retornava para o Rio de Janeiro para realizar o seu programa na TV Tupi, nas quintas-feiras. Aos sábados, apresentava o seu circo na TV Curitiba.
Carequinha também apresentou-se na TV Gaúcha, que foi o embrião da Rede Brasil Sul de Comunicações (RBS), e na TV Difusora, que foi pioneira na transmissão ao vivo de um evento nacional em cores, a Festa da Uva de 1972, anunciando os desenhos animados, além de apresentar nas tardes de sábado o programa americano "O Circo".
Nos anos 1980 apresentou um programa infantil chamado "Circo Alegre", na TV Manchete, que tinha a assistência da ajudante Paulinha e das professoras da Escola de Dança Sininho de Ouro, de Niterói (RJ). Ele gravava um programa de oito horas para uma semana inteira, tendo como assessora a empresária Marlene Mattos. Após dois anos e meio, Carequinha deixou o programa, mas características fundamentais da atração foram incorporados por Xuxa, no programa "Clube da Criança" no qual ele fez várias apresentações. "Eu inventei essas brincadeiras com crianças, tão comuns hoje nos programas infantis. Eu as pegava para dar cambalhota, rodar bambolê, calçar sapatos, vestir paletó primeiro, brincadeiras com maçã e furar bolas", contou o palhaço. Carequinha na mesma época também participou de alguns quadros do Programa do Bozo (SBT), TV Criança e Clube do Bolinha ambos da Band
Na Globo participou dos programas Os Trapalhões, Cassino do Chacrinha, Escolinha do Professor Raimundo e da novela As Três Marias.
Seu último trabalho na televisão foi na Rede Globo, com uma participação na minissérie Hoje é dia de Maria, de 2005.

## Morte
George Savalla Gomes morreu aos 90 anos, no dia 5 de abril de 2006, em sua casa, na cidade de São Gonçalo, no estado do Rio de Janeiro. Durante a madrugada ele queixou-se de falta de ar e dores no peito e faleceu antes de receber atendimento médico. Foi sepultado no dia seguinte, no cemitério de São Miguel, na mesma cidade.

## Filmografia

### Na Televisão
| Ano  | Título                               | Personagem         |
| ---- | ------------------------------------ | ------------------ |
| 2005 | Hoje É Dia de Maria: Segunda Jornada | Tocador do Realejo |
| 2001 | Escolinha do Professor Raimundo      | Carequinha         |
| 1983 | Clube do Carequinha                  | Apresentador       |
| 1980 | As Três Marias                       | —                  |
| 1950 | Circo Bombril                        | —                  |

### No Cinema
| Ano  | Título             | Personagem       |
| ---- | ------------------ | ---------------- |
| 1960 | O Palhaço o que é? | —                |
| 1960 | Aí Vem a Alegria   | —                |
| 1958 | É de Chuá!         | Fanzoca do Rádio |
| 1957 | Com Jeito Vai      | Carequinha       |
| 1957 | Sherlock de Araque | Sertório         |
| 1956 | Com Água na Boca   | Carequinha       |
| 1956 | Sai de Baixo       | —                |